# Martin Klein (calciatore)
Martin Klein (Brno, 2 luglio 1984) è un ex calciatore ceco, difensore.

## Carriera
È il sesto giocatore più giovane di sempre a segnare in Champions League: il 27 febbraio 2002, a 17 anni e 240 giorni, con la maglia dello Sparta Praga segna una rete in Panathīnaïkos-Sparta Praga (2-1).